# Сойчине крило (балет)
«Сойчине крило» — балет на дві дії українського композитора Анатолія Кос-Анатольського на сюжет однойменної новели Івана Франка. Створений 1956 року.

## Історія
Вперше балет був поставлений у Львові в 1957 році балетмейстером Миколою Трегубовим, лібрето Олександра Ґериновича.
Радянська влада намагалась приховати від глядачів українську самобутність, зокрема і цей твір.

## Постановка 2023
23 грудня 2023 прем'єра балету відбулася на сцені Київського муніципального академічного театру опери та балету для дітей та юнацтва.
Лібрето: Георгій Ковтун, диригент-постановник — Василь Василенко, хореографія та постановка — Георгій Ковтун, сценографія — Андрій Злобін, художник костюмів — Дмитро Курята, диригент — Алла Кульбаба, балетмейстер-репетитор — Оксана Хамровська, художники зі світла — Михайло Євдокименко, Тетяна Музиченко, звукорежисер — Ігор Кисельов, режисер, який веде виставу — Тетяна Лук'янець.
Виконавський склад:
- Манюся — Оксана Бондаренко, Яна Губанова, Анастасія Романицька
- Массіно — Дмитро Завада, Артур Козенко, Данило Шостак
- Сойка — Богдана Бондар, Галина Гриньків, Емілія Лєгостаєва, Олександра Танцюра
- Генріх — Артур Козенко, Володимир Михайлов, Данило Шостак
- Зігмунд — Альберт Діеп, Володимир Михайлов, Олег Буц
- Коханка Зігмунда — Богдана Бондар, Галина Гриньків, Олександра Танцюра
- Капітан — Альберт Діеп, Володимир Михайлов, Олег Буц
- Купець — Анатолій Воронцов, Альберт Діеп, Данило Шостак
- Солдат — Дмитро Завада, Артур Козенко
- Самурай — Олег Буц, Мирослав Черноус
- Імператор — Анатолій Воронцов
- Танго на столі — Богдана Бондар, Галина Гриньків, Олександра Танцюра, Дмитро Завада, Мирослав Черноус